# 謝北光
謝北光（英語：Pei-Kuang Hsieh）為台灣小號演奏家、指揮家與音樂教育家。

## 生平
謝北光就讀於國立藝專音樂科（現國立台灣藝術大學）。謝北光2017年舉辦之小號獨奏會中，致敬五位他的教師。  謝北光於1975年進入臺灣省立交響樂團(現為國立臺灣交響樂團) 擔任小號首席（2006年退休）。 並為台灣首位與臺灣省立交響樂團演出小號協奏曲，以及台灣首位舉辦小號獨奏會之演奏家。  此外，台灣著名作曲家郭芝苑受委託於1976年創作之《為伸縮喇叭與鋼琴的三個樂章》，因當時台灣臺灣當時尚未有能勝任此曲演奏的長號手，故作曲家郭芝苑便將此曲改寫為小號獨奏曲，交給謝北光演奏。 謝北光曾任教於台中二中、南投高中管樂隊、光復國小管絃樂團、員林國小管弦樂團、 卡羅爾銅管流行樂團等。   謝北光於2009年成立橙樂管弦樂團， 並於2016年獲得彰化縣文化部音樂教育終身成就獎， 2017年擔任小號協會顧問之職位。

## 獲獎
- 2016年，獲得彰化縣文化部音樂教育終身成就獎[8]